# Syndicat des écrivains de langue française
Pour les articles homonymes, voir SELF.
Le Syndicat des écrivains de langue française (SELF) est une organisation syndicale qui s'est fixé comme but la défense des créateurs artistiques.
Syndicat professionnel enregistré sous le no 15 937, il est ouvert à tous les auteurs et traducteurs francophones, débutants comme chevronnés, y compris auto-édités. Contrairement aux associations plus spécifiquement orientées vers les acteurs de la seule littérature, le SELF accueille des créateurs de toutes disciplines : livres, audiovisuel, BD, logiciels, conférences.

## Histoire du SELF

### Création
Le SELF a été fondé en 1976, à l'initiative de Marie Cardinal, François Coupry, Benoîte Groult, Jean Guenot, Yves Navarre, et Suzanne Prou. Il est né d'une scission de l'Union des écrivains, ses fondateurs souhaitant privilégier une vision plus pragmatique de la défense des intérêts des écrivains. Cette création a été précédée, en décembre 1975, de la publication d'un article de Marie Cardinal, Les mangeurs d'écrivains puis d'un appel à la création d'un syndicat des écrivains signé par un collectif de plumes prestigieuses ou en devenir. Le syndicat a été créé dans le contexte des poursuites judiciaires contre l'écrivain Jack Thieuloy, qui avait défrayé la chronique en octobre 1975 car il était accusé d'avoir monté des attentats contre plusieurs personnalités de l'édition et des prix littéraires : sa première mission a été d'apporter une aide à cet auteur.
Un des objectifs communs visés par les membres de ce collectif était que l'écrivain devienne acteur de l'économie du livre.
Dans un premier temps, le SELF est un partenaire reconnu du Syndicat des Éditeurs (SNE) lors des négociations, apportant une rééquilibrage au poids de la Société des Gens de Lettres (SGDL). Toutefois, les relations entre le SELF et les éditeurs vont rapidement se dégrader. La volonté du syndicat d'apporter un autre regard sur la relation entre écrivain et maison d'édition, telle qu'elle est affirmée par Marie Cardinal lors du congrès de Berlin en 1977 ne permet pas le maintien de ces relations. Finalement, le choix du SNE de limiter ses négociations à la SGDL en ne tenant pas compte du SELF conduit ce dernier à rompre ses relations avec les représentants des éditeurs.

### Activités
Le SELF a pu prendre part à de nombreuses actions dès lors que les intérêts de ses membres, et plus largement des écrivains, lui semblent devoir être défendus :
- conférence sur les relations entre écrivains et éditeurs[15]
- défense et amélioration des régimes fiscaux des écrivains[16], des journalistes[17]... ;
- appel au maintien de la création de fictions dramatiques radiophoniques sur le service public[18]
- défense et promotion du droit d'auteur contre le copyright dans le cadre des négociations du GATT[19]

### Mise en sommeil
De 2005 à 2011, le syndicat est peu actif ; son président de l'époque, Benjamin Lambert, parle de "semi-léthargie".

### Renaissance
Dans le cadre de son opposition à la loi sur les œuvres indisponibles (ReLIRE), l'association Le droit du Serf, conduite par Yal Ayerdhal†, a pu faire valoir son point de vue auprès du Service du livre et de la lecture du ministère de la Culture et de l'Éducation. Constatant qu'une association de fait ne pouvait être considérée comme un interlocuteur « légitime » par les institutions, les auteurs membres du Droit du serf décident de réanimer le SELF, dont les objectifs initiaux correspondent à leurs positions. Ils souhaitent en effet instaurer d'autres modes de relations avec les éditeurs.
Le recours contre ReLIRE se poursuit jusqu'en 2017 : le collectif qui s'y oppose, représenté par Yal Ayerdhal et Sara Doke, obtient alors gain de cause, mais ne compte pas en rester là.
Ayant retrouvé son siège au Conseil Permanent des Écrivains (CPE) début 2013, le SELF se donne pour mission de favoriser la convergence des luttes avec l'ensemble des organisations professionnelles des artistes auteurs. Pour cette raison, il rejoint en 2016 l'Union des Syndicats et Organisations Professionnelles des Arts Visuels (USOPAV) qui devient du même coup l'USOPAVE ("E" pour "et de l'Écrit").
Militant toujours pour l'amélioration des conditions d'exercice des professions qu'il regroupe, le SELF vise également à négocier au mieux les réformes en cours concernant la couverture sociale (assurée par l'Agessa) et la retraite des auteurs (gérée par l'IRCEC/RAAP), et d'obtenir à cette occasion :
- des améliorations pour tous les professionnels concernés, notamment la baisse du seuil d'affiliation à 600 VHMS annuelles au lieu de 900 actuellement
- des droits sociaux pour les assujettis la nombreuse population d'auteurs à temps partiel (ou pas) qui, jusqu'ici, en sont privés.

Une autre de ses ambitions est de faire accéder les auteurs auto-édités à un véritable statut d'auteur, et aux droits afférents.
Historique de la présidence du SELF
- 1976-80 : Marie Cardinal
- 1980-81 : Jean Guénot
- 1981-82 : Yves Frémion
- 1982-83 : Mathias Lair
- 1983-84 : Benjamin Lambert avec commission exécutive provisoire
- 1984-85 : (collectif) Raymond Faré, Y. Frémion, M. Lair, B. Lambert
- 1985-86 : (collectif) Y. Frémion, Gérard Gaillaguet, B. Lambert
- 1986-87 : (collectif) G. Gaillaguet, B. Lambert, V. Thérame et Maguelonne Toussaint-Samat
- 1987-88 : (collectif) G. Gaillaguet, V. Thérame, M. Toussaint-Samat
- 1988-89 : (collectif) B. Lambert, V. Thérame, M. Toussaint-Samat
- 1989-91 : B. Lambert
- 1991-92 : (collectif) B. Lambert, V. Thérame, M. Toussaint-Samat
- 1992-2005 : syndicat affaibli par le manque de moyens et de local et mis en activité réduite ; B. Lambert conserve la présidence de principe et la représentation au CPE.
- 2005-11 : syndicat en semi-léthargie ; pour qu’il ne disparaisse pas complètement, B. Lambert accepte de continuer à le représenter en qualité de président de principe ainsi qu’au CPE ; Gérard Gaillaguet est trésorier et secrétaire. Le bureau est composé de Pierre Esperbé et Y. Frémion.
- 2012-2014 : (collectif) Sara Doke, Christian Vilà
- 2014-2015 : (collectif) Jeanne-A Debats, Christian Vilà
- 2016 : Christian Vilà
- 2017 : (collectif) Philippe Samier, Lionel Evrard, Ketty Stewart, puis, Philippe Samier, Christian Vilà et Joëlle Wintrebert.
- 2018 : (collectif) Yves Frémion, Bruno Pochesci.
- 2020 : (collectif) Christian Vilà, Anne-Sylvie Homassel

Historique de la Vice-présidence
- 1976-1978 : François Châtelet, François Coupry, Yves Courrière, Yves Navarre, Jean-Pierre Faye, Pascal Lainé.
- 1978-1980 : François Caradec.
- 1979-1980 : Jean Guenot.
- 1979-1981 : Yves Frémion.
- 1980-1982 : Alain Demouzon.
- 1980-1983 : Joëlle Wintrebert et Michel Friedman.
- 1982-1983 : Ghislain Ripault.
- 1982-1983 et 1989-1991 : Maguelonne Toussaint-Samat
- 1982-1983 et 1992 : Benjamin Lambert
- 1992-1994 : Victoria Thérame.
- 2016 : Dominique Douay, Joëlle Wintrebert
- 2019 : Christian Vilà

Secrétaires
- José Féron (1978-1979)
- Jean Bonnefoy (1979-1981)
- Gil Bergal (1981-1982)
- Serge Alcala (1982-1983)
- Gérard Gaillaguet (1984-1986 ; trésorier et secrétaire de 1988 à 2011).
- Claudine Enjalbert (1986-1988)
- 2012-2013 : Hélène Marchetto
- 2013-2019 : Hélène Collon
- 2019 : Ophélie Bruneau (Secrétaire adjointe : Colette Vlérick).

## Organisation et fonctionnement

### Commission exécutive
Le SELF est administré par une Commission exécutive élue par ses adhérents lors de chaque Assemblée Générale annuelle.

### Les membres
« Peuvent adhérer au Syndicat tous les écrivains et auteurs âgés de plus de 16 ans, de langue française (ou d’une langue parlée sur le territoire français), et ceux dont l’œuvre a connu une diffusion ou une exploitation dans cette langue. Peuvent également adhérer, avec voix consultative, les ayants droit d’écrivains ou d’auteurs décédés. » Cet extrait des statuts du SELF montre que l'esprit des fondateurs, qui reconnaissait le statut d'écrivain ou d'auteur à toute personne dont l’œuvre est publiée, est préservé. Cette reconnaissance d'une œuvre de l'esprit, indépendamment du statut de l'éditeur de cette œuvre, est cohérente avec la définition du Code de la propriété intellectuelle.

## Actions du SELF

### L’exploitation numérique des livres indisponibles
Le SELF continue à s'opposer à la loi du 1er mars 2012 sur les ouvrages indisponibles du XXe siècle qui est à l'origine de sa réactivation. Les négociations se poursuivent avec la SOFIA pour obtenir l'application pleine et entière de la décision de la Cour Européenne de Justice, validée en 2017 par le Conseil d’État.

### Les droits numériques des auteurs
Le SELF milite pour que l’accord sur le contrat numérique entre le Conseil Permanent des Écrivains et le Syndicat National de l’Édition prenne largement en compte les intérêts des auteurs. Il recommande aux écrivains et auteurs de ne signer aucun contrat numérique ou avenant numérique aux contrats existants avant d'obtenir, de la part des éditeurs, des conditions équivalentes à celles qui sont faites aux auteurs étrangers.

### Sécurité sociale et retraite
Dans le cadre du projet de fusion entre l'AGESSA et la MDA (Maison des Artistes), et dans le cadre de la réforme de l'IRCEC RAAP, le SELF entend faire systématiquement valoir les intérêts de ses adhérents.

### Application du code des usages
Le Code des usages, cosigné en 1981 par le CPE et le SNE, vise à définir les relations entre auteurs et éditeurs. Le SELF demande sa pleine et entière application dans le cadre contractuel liant éditeurs et écrivains.
Renégocié en 2014 dans le cadre de l'ordonnance sur le contrat d'édition à l'ère numérique  il s'applique désormais obligatoirement dans le cadre de l'arrêté d'application  de ladite loi.

## Instance et Représentativité
Le SELF est membre du Conseil Permanent des Écrivains, et siège à l'AGESSA (caisse de sécurité sociale et de retraite des auteurs) ainsi qu'au C.A. de l'IRCEC RAAP et à celui de la SOFIA (Société Française des Intérêts des Auteurs de l'écrit). Il fait partie des représentants des artistes auteurs siégeant à la Commission des écrivains instituée par l'article L. 382-1 du code de la sécurité sociale. Il est membre de la Fédération internationale des écrivains de langue française.

### Publications
Le SELF a publié 66 numéros de son bulletin de liaison trimestriel « Écrivains » de 1978 à 1992.
Il a aussi publié, en 1986, Nos éditeurs notre génie et nous.